# Алтарь
Алта́рь (лат. altarium) — жертвенник (от altaria — навершие жертвенника, приспособление для сжигания жертвы; от altus — высокий). Первоначально — сооружение для совершения ритуальных жертвоприношений. В католической церкви — часть храма, апсида, где находится престол, на котором совершается евхаристия, табернакль, часто под киворием (балдахином), ретабло (запрестольная композиция) с алтарной картиной или скульптурой. В православной традиции — главная, обычно восточная, часть храма, как правило, отделённая от общего помещения иконостасом.

## У древних язычников
Языческий жертвенник обычно сооружали из природных материалов (камней, земли, глины и т. д.) в святых местах: на полянах, у ручья, в роще, то есть там, где впервые или наиболее ярко произошло взаимодействие с божеством. В Древней Греции и Риме алтари располагались перед храмами как места для жертвоприношений и в позднее время богато украшались (см., например, известный Пергамский алтарь в Берлине). Смотрите статью о жертвоприношениях. Также имеет значение Алатырь-камень, сакральное место для проведения ритуальных служб.
Витрувий закрепляет ориентировку алтаря на восток.

## У древних иудеев
Жертвенник упоминается в описаниях передвижного Храма в пустыне (скиния) (Исх. 20:11-21), а также временного храма в Силоме и постоянного в Иерусалиме. Жертвенник также ставили праотцы ((Быт. 12:7-7). В Библии упоминаются и осуждаются жертвенники вне Иерусалимского Храмa, например, царя Иеровоамa.

## В христианской церкви

### В западноевропейской традиции
В западном христианстве термин «алтарь» имеет два значения. Алтарём называется сам престол, на котором совершается Евхаристическая жертва; часть храма, в которой он находится, именуется пресбитерием. За престолом часто помещают алтарную картину или сложную архитектурно-скульптурную композицию, включающую живописные, скульптурные и архитектурные элементы. В Средневековье и в искусстве Возрождения в странах Центральной и Северной Европы были распространены большие полиптихи, или раскрывающиеся многостворчатые алтари, с несколькими пространственными «планами», украшенными живописью и раскрашенной деревянной скульптурой. Выдающимися мастерами резных деревянных алтарей были Михаэль Пахер, Фейт Штосс, Эразм Грассер, Бернт Нотке, Тильман Рименшнайдер, Антон Пильграм; в XVII—XVIII веках — Иоганн Баптист Штрауб, Филипп Якоб Штрауб, Франц Игнац Гюнтер и многие другие. Шедевром искусства является «Гентский алтарь» Яна ван Эйка, Изенгеймский алтарь художника Северного Возрождения Маттиаса Грюневальда, aлтарь Девы Марии Мариацкого костёла в Кракове работы Фейта Штосса.
В Базилике Святого Николая на Бари расположен уникальный мраморный алтарь-престол, конструкция которого предусматривает специальное оконце для личного поклонения верующих мощам святителя Николая Чудотворца.

### В православии
В православных церквях алтарём называют возвышенную восточную часть храма, предназначенную для священнослужителей и обычно отделённую от средней части храма иконостасом. В центре алтаря находится престол в виде квадратного стола, на котором обычно находится антиминс, завёрнутый в илитон, богослужебное Евангелие, напрестольный крест, дарохранительница, дароносица и святое Миро в крестильном ящике. Под престолом или в антиминсе находится часть святых мощей — в соответствии с древней христианской традицией совершать литургию на гробницах мучеников в катакомбах. Над престолом иногда сооружается сень с подвешенным образом парящего голубя, символизирующего Святого Духа, сходящего на Святые Дары.
В соответствии с древними традициями, восточная стена алтаря устраивается в виде полукружия — апсиды. В её центральной части помещается образ Господа Вседержителя, восседающего на троне, или образ Христа, причащающего апостолов. Под этим образом, прямо против престола, сооружается возвышение — горнее место (горний по-славянски значит «вышний», «возвышенный»), которое является образом Небесного престола Господа Вседержителя. Каждый раз, проходя мимо горнего места, необходимо перекреститься и поклониться Ему. Во многих храмах на горнем месте стоит кресло для архиерея, а с боков от него и ниже — сиденья для священников.
Сразу за престолом перед горним местом обычно ставится семисвечник в виде разветвляющегося столпа с семью лампадами.
У восточной стороны престола на длинных древках справа от семисвечника устанавливается запрестольный крест, а слева — запрестольная икона Божией Матери.
В северо-восточной части алтаря обычно у стены находится жертвенник — особый стол для совершения проскомидии. По внешнему устройству жертвенник во многом подобен престолу: его облачают в те же одежды (срачицу и индитию), а, в перерывах между богослужениями, также покрывают пеленой. Как и к престолу, к жертвеннику могут прикасаться только священнослужители (епископы, священники и диаконы).
У западной стены алтаря к югу между Царскими вратами и пономарскими часто ставится стасидия для настоятеля храма.
Между престолом и Царскими вратами разрешается проходить только священнослужителям во время богослужений. Обычно здесь постилается ковёр с дорожкой на амвон, иногда до аналоя посреди храма. Ковровое покрытие может быть вокруг престола, перед жертвенником и стасидией, или сплошное по всему алтарю.
У северной или южной стены алтаря может быть кадильная ниша и умывальница.
В храме может быть несколько алтарей и престолов. На одном престоле дозволяется служить литургию только один раз в день.
В греческих Церквах святой алтарь называют греч. ἰερòν Βῆμα.
По канонам Церкви, в алтарь дозволяется входить только священно- и церковнослужителям, а также мирянам мужского пола в особых случаях:
- во время совершения над ними таинства Крещения (младенцев вносит в алтарь священник);
- если они являются алтарниками или пономарями того храма, где этот алтарь находится;
- по благословению настоятеля храма.

Женщинам вход в алтарь запрещён, исключение делается только насельницам женских монастырей, которым дозволяется входить в алтари храмов тех монастырей, где они проживают.

### В России
В дореволюционной России, в принципе, как и сейчас, в алтаре во время богослужения мог присутствовать, по благословению настоятеля, кто-либо из особенно известных и уважаемых мужчин.
Президенты В. В. Путин и Д. А. Медведев неоднократно присутствовали в алтарях во время богослужения, как и другие видные церковные ктиторы.
Согласно церковному праву принимать Святые Тайны в алтаре могут только епископы, пресвитеры и диаконы, а также православные цари (постановления Соборов: Лаодикийского 14 и 19; VI Вселенского 69; VII Вселенского 14). Однако в современной практике в исключительных ситуациях (например, в Великий четверг) в алтаре причащаются и миряне. В частности, такого права удостаиваются студенты некоторых духовных учебных заведений, мирским чином, но не на регулярной основе.

## В буддизме
Обычный буддийский алтарь располагается на самом высоком месте и состоит из нескольких групп объектов. Самыми важными являются три объекта, которые представляют тело, речь и ум Будды. Из них состоит базовый алтарь. Первым из этих объектов является статуя Будды или бодхисаттвы, которая помещается в центре. Вторым объектом является сакральный текст, символизирующий речь Будды. Он завёрнут в тёмно-красную или жёлтую ткань и располагается слева от Будды. С правого бока алтаря размещается ступа, как символ ума Будды. Вместо каждого из этих объектов могут быть использованы изображения.
Вокруг этих объектов могут располагаться изображения будд, бодхисаттв, лам и защитников. В Ваджраяне, в частности в тибетском буддизме, центральным аспектом является лама или учитель. Вокруг него могут размещаться идамы и защитники.
Вторая группа объектов относится к дарам. Обычно используют семь чаш с дарами Будде и бодхисаттвам. Они должны быть расположены по прямой линии и содержать (слева направо): питьевую воду; воду для умывания; рис и цветы; рис и благовония; свечу, ароматизированную воду, рис и еду. Иногда среди даров есть морская раковина и колокольчик, символизирующие пробуждение существ, которые слушают Дхарму.
К третьей группе объектов относят предметы, которые используют во время особых ритуалов (или постоянно). К ним относят тормы, дордже, колокольчик, хрустальный шар.